# Анадырь (шхуна, 1853)
«Анадырь» — парусная шхуна Камчатской флотилии России, участник Крымской войны.

## Описание судна
Парусная шхуна с деревянным корпусом, сведений об установке на шхуне артиллерийского вооружения не сохранилось.

## История службы
В 1853 году военный губернатор Камчатки и командир Камчатской флотилии В. С. Завойко без дополнительных средств организовал постройку шхуны «Анадырь».
Шхуна была заложена на стапеле Нижнекамчатской верфи, располагавшейся на реке Камчатка и после спуска на воду 23 июня (5 июля) 1853 года включена в состав Камчатской флотилии России.
В 1853 и 1854 годах шхуна совершала плавания между портами Камчатки, базируясь в Петропавловске.
27 августа (8 сентября) 1854 года совместно с транспортным судном российско-американской компании «Ситха» следовала с грузом продовольствия и боеприпасов в Петропавловский Порт. На входе в Авачинскую бухту суда наткнулись на объединенную англо-французскую эскадру и попытались уйти. Во время преследования имевшиеся на русских судах секретные депеши и почта были уничтожены. Вскоре «Анадырь», попав в полосу безветрия, была захвачена пароходом «Вираго» и позже сожжена, а «Ситка» настигнута и взята как приз более быстроходным английским фрегатом «Президент». Находившиеся на судах команды и пассажиры были захвачены англичанами.
Все время нахождения шхуны в составе Российского императорского флота с 23 июня (5 июля) 1853 года до 27 августа (8 сентября) 1854 года её командиром служил лейтенант А. С. Маневский.